# Mimoides chibcha
Mimoides chibcha is een vlinder uit de familie van de pages (Papilionidae). De wetenschappelijke naam van de soort is voor het eerst geldig gepubliceerd in 1912 door Anton Heinrich Fassl. Deze naam wordt wel beschouwd als een synoniem van Mimoides xeniades subsp. halex.